# Mohammad Reza Mahdavi Kani
Mohamed Reza Mahdavi Kani (1931-2014) fue un clérigo chií y estadista iraní que ostentó varios cargos en el gobierno de aquel país. Fue el tercer presidente de la Asamblea de Expertos del Liderazgo, secretario general de la Sociedad de Clero Combatientes (el partido fundamentalista más importante de Irán) y rector de la Universidad Imam Sadeq, donde también ejercía como profesor de Ética Islámica.

## Vida y estudios
Nacido en la aldea de Kan, cerca de Teherán, su padre era también un clérigo que enseñaba en la escuela de Mufid. Siendo un adolescente, en 1947, y tras terminar sus estudios de Bachillerato, Mahdavi Kani marcha al seminario de Qom para sus estudios teológicos, donde tuvo como profesores a Ruhollah Jomeini, Neematollah Salehi, el Gran Ayatolá Golpayegani, el Gran Ayatolá Boruyerdi, y Allameh Seyyed Mohammad Hossein Tabatabai. En 1961 se marcha a Teherán, donde inicia su lucha contra el régimen del sha, al igual que otros muchos clérigos, a tenor de lo cual fue detenido y encarcelado tres veces.

## Vida política
Mahdavi Kani formaba parte de los clérigos que eran contrarios al régimen del sha antes de la revolución islámica de 1979. Tras la victoria de la revolución, Mahdavi Kani fue uno de los 5 clérigos que formó parte del núcleo principal del Consejo de la Revolución. Después fue elegido ministro de Interior durante el gobierno de Rajai y Bahonar, luego primer ministro en funciones (tras la muerte en atentado de Rajai y Bahonar), y en este mismo periodo Ruhollah Jomeini le encargó la formación y gestión de los comités de la revolución.
El 4 de junio de 2014, Mahdavi Kani fue hospitalizado en el hospital de Bahman en Teherán y entró en coma después de sufrir un ataque al corazón. Murió el 21 de octubre de 2014.